# Brutopop
I Brutopop sono un gruppo musicale italiano originario di Roma di musica sperimentale.

## Storia del gruppo
Formati all'inizio degli anni novanta, il loro stile si ispirava al post punk statunitense di gruppi come Fugazi (con cui fecero anche un tour) e Minutemen. Realizzarono alcuni demo, poi raccolti nel doppio Defrost del 2001.
Dopo un primo demo omonimo del 1991, nel 1993 hanno pubblicato (solo su vinile) il mini album Bienvenidos, per Musica Forte.
Hanno fornito, nel corso degli anni novanta, le basi strumentali allo storico gruppo rap Assalti Frontali, sia dal vivo che nelle registrazioni in studio.
Nel 1998 pubblicarono l'album d'esordio La teoria del frigo vuoto per la propria etichetta, la Flop Records. Lavoro strumentale che fonde trip hop, post rock, accenni Morriconiani e lounge music, fu registrato a Washington da Don Zientara, collaboratore dei Fugazi; venne recensito dalla stampa specializzata come originale esempio di elaborazione post rock in chiave italiana.
Il gruppo, dopo alcuni singoli, si è riaffacciato sulla scena musicale collaborando (dopo una parentesi durata qualche anno) con gli Assalti Frontali nell'album Hic Sunt Leones, uscito nel 2004, ed in misura minore nei seguenti Mi sa che stanotte... di due anni dopo e Un'intesa perfetta del 2008.
Negli anni duemila collaborano con il regista Davide Barletti alla realizzazione delle colonne sonore dei film Italian Sud Est (2003), Fine pena mai (2007), e del documentario Diario di uno scuro.

## Formazione
- Silvio Grillandi (basso)
- Giannunzio Trovato (chitarra)
- Paolo "Polgenius" Bevilacqua (synth, tastiere)
- Fabio Chinca (batteria)

## Discografia

### Album
- 1991 - Demotape, (Quattro Capelli Productions), MC
- 1993 - Bienvenidos, (Musica Forte) EP
- 1998 - La teoria del frigo vuoto, (Flop Records) CD, LP
- 2001 - Defrost Remix, (Flop Records), EP
- 2001 - Defrost, (Flop Records) Antologia 2 CD

### Collaborazione con gli Assalti Frontali
- 1992 - Terra di nessuno
- 1996 - Conflitto
- 2004 - Hic Sunt Leones
- 2006 - Mi sa che stanotte...
- 2008 - Un'intesa perfetta

## Colonne sonore
- 2003 - Italian Sud Est
- 2007 - Fine pena mai